# Schoenocaulon conzattii
Schoenocaulon conzattii är en nysrotsväxtart som beskrevs av Brinker. Schoenocaulon conzattii ingår i släktet Schoenocaulon och familjen nysrotsväxter. Inga underarter finns listade.